# Кріс Александер
Крістофер «Кріс» А. Александер (англ. Christopher «Chris» A. Alexander; нар. 9 вересня 1968, Торонто, Онтаріо) — канадський дипломат і політик-консерватор. Член Палати громад Канади від 2011 року, працював парламентським секретарем Міністра національної оборони. 15 липня 2013 року був призначений на посаду міністра з питань громадянства та імміграції Канади.

## Біографія
Александер здобув ступінь бакалавра з історії та політології в Університеті Макгілла 1989 року та ступінь магістра в галузі політології, філософії та економіки у Коледжі Бейлліол, Оксфорд 1991 року.
1991 року Александер приєднався до канадської дипломатичної служби. 1993 року його відрядили до посольства Канади в Росії на посаду третього секретаря та віцеконсула. 1996 року він повернувся до Оттави, щоб стати помічником заступника міністра закордонних справ. 1997 став заступником директора відділу Східної Європи, відповідав за політичні й торговельні відносини. 2002 року повернувся до посольства Канади в Москві як міністр-радник (політичний). У серпні 2003 року він став першим послом Канади у Кабулі, Афганістан. Від 2005 до середини 2009 року займав пост одного з двох заступників спеціального представника місії Організації Об'єднаних Націй з надання допомоги в Афганістані (ЮНАМА).
2005 року Александра було обрано Young Global Leader на Всесвітньому економічному форумі. 2006 року він став одним з Top 40 Under 40 Канади. 2007 року отримав Премію Атлантичної ради Канади, а 2008 став кавалером ордена Зірки Італії. 2009 року його обрали почесним головою UTS Centenary. 2010 виборов Birchall Leadership Award.

## Висловлювання
Виступаючи 22 лютого 2015 в Конґресі Українців Канади стосовно політики Росії, поведінки її лідера Володимира Путіна й необхідності допомоги Україні зброєю з боку країн Заходу, Кріс Александер сказав:
|  | Так, це тероризм. І Володимир Путін поводиться як терорист. ...Немає такого сценарію, який вів би до миру в усьому світі, але не включав би активні міжнародні спроби забезпечити Україну всім необхідним, щоб відвести російські війська від її кордонів та убезпечити їх. |

## Виноски
1. ↑  Бібліотека парламенту — 1876.
2. ↑  Дзеркало тижня: Канадський міністр назвав Путіна терористом, 27.03.2015
3. ↑  National Post: Chris Alexander's Anti-Putin Speech(англ.), 26.03.2015